# Robert Hardy (musiker)
Robert Byron Hardy, född 16 augusti 1980 i Bradford, England, är basist i den brittiska musikgruppen Franz Ferdinand. Han studerade på konstuniversitetet Glasgow School of Art innan han började spela i Franz Ferdinand.